# Петровка (Томская область)
Петро́вка — село в Кривошеинском районе Томской области России. Административный центр Петровского сельского поселения.

## История
Основано в 1897 году. В 1926 году посёлок Петровский состоял из 116 хозяйств, основное население — русские. В административном отношении являлся центром Петровского сельсовета Кривошеинского района Томского округа Сибирского края.

## Население
| 1926 | 2002 | 2010 | 2012 | 2013 | 2014 | 2015 |
| ---- | ---- | ---- | ---- | ---- | ---- | ---- |
| 602  | ↘535 | ↘354 | ↘338 | ↘335 | ↘327 | ↘308 |
| 2021 |      |      |      |      |      |      |
| ↗329 |      |      |      |      |      |      |

## Улицы
| - ул. Заречная, - ул. Коммунистическая, - ул. Комсомольская, | - ул. Лесная, - ул. Советская, - пер. Строительный. |